# C. L. B. Rogers
Pour les articles homonymes, voir Rogers.
Carl Lindbergh Bernard Rogers, né le 25 janvier 1928 et mort le 25 juillet 1996, plus connu sous le nom de C. L. B. Rogers, est un homme politique, ministre et diplomate bélizien. Il a joué un rôle clé dans le développement politique du Belize avant et après son indépendance.

## Biographie
Il serait né à Tela, au Honduras en 1928, bien que tous les registres des passagers et d'immigration — y compris son arrivée en Floride à l'âge de 16 ans — indiquent que son lieu de naissance est le Honduras britannique (aujourd'hui le Belize). Né d'un père allemand, il est élevé par sa mère bélizienne, Jane Messam. Après avoir suivi l'enseignement primaire à l'école Wesley Primary School jusqu'à la sixième année, il poursuit ses études de manière informelle, se faisant remarquer pour son intelligence et ses talents d'orateur.
Rogers est l'un des membres fondateurs du Parti national de l'Indépendance (en) (National Independence Party) en 1958, remportant un siège au conseil municipal de Belize City sous sa bannière en décembre de la même année.
Membre du Parti uni du peuple (PUP) après 1961, il est élu pour la première fois à l'Assemblée législative du Honduras britannique (aujourd'hui la Chambre des représentants du Belize) cette même année, dans la circonscription de Mesopotamia, basée à Belize City. Proche allié politique du chef du PUP et du Premier ministre George Cadle Price, Carl Rogers occupe les fonctions de ministre de l'Intérieur et de vice-Premier ministre. Connu pour son influence en coulisses, il était parfois décrit comme le « Parrain » de la politique bélizienne.
En 1977, il fait face à des problèmes de santé en raison de son surpoids mais reste très discret sur ce sujet.
Il est battu lors de sa réélection à l'Assemblée législative en 1979 par Curl Thompson, du Parti démocratique uni (UDP) et perd son poste au Cabinet en janvier 1984.
Après avoir quitté ses fonctions, Carl Rogers occupe le poste d'ambassadeur du Belize auprès des Nations Unies.
Il meurt le 25 juillet 1996 à Belize City à l'âge de 68 ans.

### Vie privée
C. L. B. Rogers a une fille, le Dr Raquel Rogers, médecin au Karl Heusner Memorial Hospital.